# Empoli Football Club 1997-1998
Questa voce raccoglie le informazioni riguardanti l'Empoli Football Club nelle competizioni ufficiali della stagione 1997-1998.

## Stagione
Nella stagione 1997-1998 l'Empoli di Luciano Spalletti disputa il terzo campionato di Serie A della sua storia. Raccoglie 37 punti e il dodicesimo posto, mantenendo la prestigiosa categoria. Trova in Carmine Esposito un ottimo finalizzatore, dopo due stagioni in doppia cifra in Serie B con i toscani, si ripete anche nella massima serie, anzi migliorandosi, con 16 reti, delle quali 2 in Coppa Italia e 14 in campionato. Nella Coppa Italia i biancoazzurri entrano in scena nel secondo turno, ma escono subito per mano del Lecce.

## Divise e sponsor
Il fornitore ufficiale di materiale tecnico per la stagione 1997-1998 fu Erreà, mentre lo sponsor ufficiale fu Sammontana.
| 1ª divisa | 2ª divisa |

## Organigramma societario[2]
Area direttiva
- Presidente: Fabrizio Corsi
- Amministratore delegato: rag. Francesco Ghelfi
- Direttore generale: Fabrizio Lucchesi
- Team manager: Graziano Billocci
- Relazioni esterne: dott. Gianni Assirelli
- Segretaria generale: Nadia Corbinelli

Area sanitaria
- Medico sociale: dott. Riccardo Palatresi
- Massaggiatore: Maurizio Martini

Settore giovanile
- Responsabile settore giovanile: Maurizio Niccolini
- Organizzazione settore giovanile: Luciano Rossi
- Segretario settore giovanile: Antonio Magli
- Allenatore Primavera: Ezio Gelain

Area tecnica
- Collaboratore sportivo: Pietro Leonardi
- Allenatore: Luciano Spalletti
- Allenatore in 2ª: Marco Domenichini
- Preparatore dei portieri: Roberto Marconcini
- Preparatore atletico: prof. Claudio Selmi

## Rosa[3]
| N. |                       | Ruolo | Calciatore              |
| -- | --------------------- | ----- | ----------------------- |
| 1  | Italia (bandiera)     | P     | Angelo Pagotto          |
| 2  | Italia (bandiera)     | D     | Pietro Fusco            |
| 3  | Jugoslavia (bandiera) | D     | Miodrag Vukotić         |
| 4  | Italia (bandiera)     | C     | Alessandro Pane         |
| 5  | Italia (bandiera)     | D     | Daniele Baldini         |
| 6  | Italia (bandiera)     | D     | Stefano Bianconi        |
| 8  | Italia (bandiera)     | D     | Stefano Bettella        |
| 9  | Italia (bandiera)     | A     | Fabio Artico            |
| 10 | Italia (bandiera)     | C     | Giovanni Martusciello   |
| 11 | Italia (bandiera)     | A     | Carmine Esposito        |
| 12 | Italia (bandiera)     | P     | Marco Roccati           |
| 13 | Brasile (bandiera)    | D     | Fábio Eduardo Cribari   |
| 14 | Italia (bandiera)     | D     | Emanuele Masini         |
| 14 | Italia (bandiera)     | D     | Marco Pecorari          |
| 15 | Italia (bandiera)     | D     | Max Tonetto             |
| 17 | Italia (bandiera)     | D     | Vittorio Pusceddu       |
| 18 | Italia (bandiera)     | A     | Massimiliano Cappellini |

| N. |                       | Ruolo | Calciatore             |
| -- | --------------------- | ----- | ---------------------- |
| 20 | Italia (bandiera)     | C     | Luca Bonfanti          |
| 23 | Italia (bandiera)     | A     | Antonio Arcadio        |
| 26 | Italia (bandiera)     | D     | Tonino Martino         |
| 27 | Italia (bandiera)     | C     | Fabrizio Ficini        |
| 28 | Italia (bandiera)     | C     | Francesco D'Aniello    |
| 29 | Italia (bandiera)     | A     | Andrea Mussi           |
| 30 | Italia (bandiera)     | A     | Salvatore Mastronunzio |
| 31 | Italia (bandiera)     | D     | Raffaele Ametrano      |
| 32 | Slovenia (bandiera)   | A     | Matjaž Florijančič     |
| 33 | Italia (bandiera)     | C     | Pierpaolo Bisoli       |
| 34 | Jugoslavia (bandiera) | P     | Aleksandar Kocić       |
| 35 | Italia (bandiera)     | P     | Giacomo Mazzi          |
| 36 | Italia (bandiera)     | C     | Michele Luzi           |
| 37 | Italia (bandiera)     | C     | Claudio Bonomi         |
| 39 | Italia (bandiera)     | C     | Vincenzo Langone       |
| 40 | Italia (bandiera)     | C     | Marco Gori             |

## Risultati

### Serie A

#### Girone di andata
| Arbitro: | Farina (Novi Ligure) |

|                       |           |                              |
| Cappellini 16’ (rig.) | Marcatori | 3’ Delvecchio 46’, 61’ Balbo |

| Arbitro: | Serena (Bassano del Grappa) |

|                            |           |                 |
| C. Bellucci 33’ Protti 48’ | Marcatori | 77’ C. Esposito |

| Arbitro: | Bolognino (Milano) |

|                  |           |  |
| Martusciello 11’ | Marcatori |  |

| Arbitro: | Rodomonti (Teramo) |

|               |           |                                |
| Batistuta 24’ | Marcatori | 60’ Tonetto 90+4’ Martusciello |

| Arbitro: | Borriello (Mantova) |

|  |           |               |
|  | Marcatori | 68’ Andersson |

| Arbitro: | Tombolini (Ancona) |

|                                    |           |                                   |
| M. Amoroso 29’ (rig.) Cappioli 85’ | Marcatori | 4’ Martusciello 35’ (aut.) Calori |

| Arbitro: | Treossi (Forlì) |

|                                  |           |                                      |
| Florijančič 83’ Cappellini 90+2’ | Marcatori | 23’ (rig.) Ingesson 48’, 72’ Masinga |

| Arbitro: | Bettin (Padova) |

|                                 |           |  |
| Adaílton 74’ Sensini 85’ (rig.) | Marcatori |  |

| Arbitro: | Branzoni (Pavia) |

|                |           |  |
| Cappellini 35’ | Marcatori |  |

| Arbitro: | Pairetto (Nichelino) |

|                              |           |                          |
| C. Esposito 14’ Bettella 44’ | Marcatori | 7’, 40’ Dionigi 88’ Buso |

| Arbitro: | Rodomonti (Teramo) |

|                               |           |                 |
| Pirlo 32’ Adani 64’ Banin 69’ | Marcatori | 66’ Florijančič |

| Arbitro: | Tombolini (Ancona) |

|                                                   |           |                  |
| Tonetto 25’ Martusciello 40’, 54’ C. Esposito 65’ | Marcatori | 9’ Franceschetti |

| Arbitro: | Serena (Bassano del Grappa) |

|                                                           |           |                                        |
| F. Inzaghi 15’ Del Piero 16’, 27’, 55’ Tonetto 79’ (aut.) | Marcatori | 41’ Florijančič 74’ (rig.) C. Esposito |

| Arbitro: | Bolognino (Milano) |

|                            |           |                   |
| Cyprien 43’ Conticchio 88’ | Marcatori | 16’, 47’ Ametrano |

| Empoli 11 gennaio 1998 15ª giornata | Empoli             | 0 – 0 referto | Bologna | Stadio Carlo Castellani (9.600 spett.)\| Arbitro: \| De Santis (Tivoli) \| |
| Arbitro:                            | De Santis (Tivoli) |               |         |                                                                            |

| Arbitro: | Racalbuto (Gallarate) |

|           |           |  |
| Luiso 89’ | Marcatori |  |

| Arbitro: | Pellegrino (Barcellona Pozzo di Gotto) |

|                |           |            |
| C. Esposito 3’ | Marcatori | 82’ Recoba |

#### Girone di ritorno
| Arbitro: | Bettin (Padova) |

|                                       |           |                                |
| Balbo 22’, 74’, 87’ (rig.) Aldair 73’ | Marcatori | 60’ Bonomi 85’, 88’ Cappellini |

| Arbitro: | Cesari (Genova) |

|                                                                     |           |  |
| C. Esposito 24’ Cappellini 37’ (rig.) Pane 50’ Florijančič 76’, 79’ | Marcatori |  |

| Arbitro: | Borriello (Mantova) |

|                                     |           |                |
| Nedvěd 17’ Negro 55’ Gottardi 90+3’ | Marcatori | 35’ Cappellini |

| Arbitro: | De Santis (Tivoli) |

|                 |           |              |
| C. Esposito 74’ | Marcatori | 52’ Oliveira |

| Arbitro: | Boggi (Salerno) |

|                              |           |                 |
| Weah 3’ Ganz 15’ Maniero 82’ | Marcatori | 65’ C. Esposito |

| Arbitro: | Trentalange (Torino) |

|                        |           |  |
| C. Esposito 35’ (rig.) | Marcatori |  |

| Arbitro: | Messina (Bergamo) |

|                          |           |  |
| Masinga 32’ Ingesson 89’ | Marcatori |  |

| Arbitro: | Bazzoli (Merano) |

|                             |           |  |
| Martusciello 26’ Bonomi 48’ | Marcatori |  |

| Arbitro: | Treossi (Forlì) |

|               |           |  |
| Lucarelli 84’ | Marcatori |  |

| Piacenza 29 marzo 1998 27ª giornata | Piacenza        | 0 – 0 referto | Empoli | Stadio Leonardo Garilli (13.000 spett.)\| Arbitro: \| Cesari (Genova) \| |
| Arbitro:                            | Cesari (Genova) |               |        |                                                                          |

| Arbitro: | Bettin (Padova) |

|                                          |           |                   |
| C. Esposito 41’ Pane 47’ Florijančič 48’ | Marcatori | 14’ (rig.) Hübner |

| Arbitro: | Bolognino (Milano) |

|                                |           |  |
| Montella 41’, 85’ Laigle 90+3’ | Marcatori |  |

| Arbitro: | Rodomonti (Teramo) |

|  |           |             |
|  | Marcatori | 70’ Pecchia |

| Arbitro: | Farina (Novi Ligure) |

|                                                          |           |            |
| Tonetto 3’ C. Esposito 19’, 60’ Ametrano 42’ Lucenti 74’ | Marcatori | 10’ Casale |

| Arbitro: | Messina (Bergamo) |

|                                    |           |                                         |
| R. Baggio 14’ (rig.) Paramatti 17’ | Marcatori | 42’ C. Esposito 90+4’ (rig.) Cappellini |

| Arbitro: | Treossi (Forlì) |

|                                                 |           |                                     |
| C. Esposito 60’ (rig.) Bonomi 76’ Baldini 90+3’ | Marcatori | 31’ Ambrosetti 87’ (rig.) Schenardi |

| Arbitro: | Rosetti (Torino) |

|                                                        |           |                       |
| Colonnese 23’ Fusco 32’ (aut.) Ronaldo 62’ (rig.), 72’ | Marcatori | 79’ (rig.) Cappellini |

### Coppa Italia
| Arbitro: | Branzoni (Pavia) |

|                                  |           |                 |
| F. Palmieri 49’ De Francesco 60’ | Marcatori | 76’ C. Esposito |

| Arbitro: | Lana (Torino) |

|                        |           |              |
| C. Esposito 39’ (rig.) | Marcatori | 24’ M. Rossi |

## Statistiche

### Statistiche di squadra
| Competizione | Punti | In casa | In casa | In casa | In casa | In casa | In casa | In trasferta | In trasferta | In trasferta | In trasferta | In trasferta | In trasferta | Totale | Totale | Totale | Totale | Totale | Totale | DR |
| Competizione | Punti | G       | V       | N       | P       | Gf      | Gs      | G            | V            | N            | P            | Gf           | Gs           | G      | V      | N      | P      | Gf     | Gs     | DR |
| ------------ | ----- | ------- | ------- | ------- | ------- | ------- | ------- | ------------ | ------------ | ------------ | ------------ | ------------ | ------------ | ------ | ------ | ------ | ------ | ------ | ------ | -- |
| Serie A      | 37    | 17      | 9       | 3       | 5       | 32      | 18      | 17           | 1            | 4            | 12           | 18           | 40           | 34     | 10     | 7      | 17     | 50     | 58     | -8 |
| Coppa Italia |       | 1       | 0       | 1       | 0       | 1       | 1       | 1            | 0            | 0            | 1            | 1            | 2            | 2      | 0      | 1      | 1      | 2      | 3      | -1 |
| Totale       |       | 18      | 9       | 4       | 5       | 33      | 19      | 18           | 1            | 4            | 13           | 19           | 42           | 36     | 10     | 8      | 18     | 52     | 61     | -9 |

### Andamento in campionato
| Giornata  | 1  | 2  | 3  | 4  | 5  | 6  | 7  | 8  | 9  | 10 | 11 | 12 | 13 | 14 | 15 | 16 | 17 | 18 | 19 | 20 | 21 | 22 | 23 | 24 | 25 | 26 | 27 | 28 | 29 | 30 | 31 | 32 | 33 | 34 |
| --------- | -- | -- | -- | -- | -- | -- | -- | -- | -- | -- | -- | -- | -- | -- | -- | -- | -- | -- | -- | -- | -- | -- | -- | -- | -- | -- | -- | -- | -- | -- | -- | -- | -- | -- |
| Luogo     | C  | T  | C  | T  | C  | T  | C  | T  | C  | C  | T  | C  | T  | T  | C  | T  | C  | T  | C  | T  | C  | T  | C  | T  | C  | T  | T  | C  | T  | C  | C  | T  | C  | T  |
| Risultato | P  | P  | V  | V  | P  | N  | P  | P  | V  | P  | P  | V  | P  | N  | N  | P  | N  | P  | V  | P  | N  | P  | V  | P  | V  | P  | N  | V  | P  | P  | V  | N  | V  | P  |
| Posizione | 15 | 15 | 12 | 10 | 12 | 12 | 13 | 13 | 12 | 12 | 13 | 11 | 12 | 14 | 13 | 14 | 15 | 15 | 14 | 14 | 14 | 14 | 12 | 15 | 13 | 13 | 13 | 11 | 12 | 13 | 13 | 12 | 11 | 12 |

Legenda:

Luogo: C = Casa; T = Trasferta. Risultato: V = Vittoria; N = Pareggio; P = Sconfitta.

### Statistiche dei giocatori[8]
| Giocatore       | Serie A  | Serie A | Serie A     | Serie A    | Coppa Italia | Coppa Italia | Coppa Italia | Coppa Italia | Totale   | Totale | Totale      | Totale     |
| Giocatore       | Presenze | Reti    | Ammonizioni | Espulsioni | Presenze     | Reti         | Ammonizioni  | Espulsioni   | Presenze | Reti   | Ammonizioni | Espulsioni |
| --------------- | -------- | ------- | ----------- | ---------- | ------------ | ------------ | ------------ | ------------ | -------- | ------ | ----------- | ---------- |
| R. Ametrano     | 29       | 3       | ?           | ?          | 1            | 0            | ?            | ?            | 30       | 3      | ?           | ?          |
| A. Arcadio      | 3        | 0       | ?           | ?          | 2            | 0            | ?            | ?            | 5        | 0      | ?           | ?          |
| F. Artico       | 2        | 0       | ?           | ?          | 1            | 0            | ?            | ?            | 3        | 0      | ?           | ?          |
| D. Baldini      | 30       | 1       | ?           | ?          | 2            | 0            | ?            | ?            | 32       | 1      | ?           | ?          |
| S. Bettella     | 21       | 1       | ?           | ?          | -            | -            | ?            | ?            | 21       | 1      | ?           | ?          |
| S. Bianconi     | 32       | 0       | ?           | ?          | 2            | 0            | ?            | ?            | 34       | 0      | ?           | ?          |
| P. Bisoli       | 15       | 0       | ?           | ?          | -            | -            | ?            | ?            | 15       | 0      | ?           | ?          |
| L. Bonfanti     | 1        | 0       | ?           | ?          | -            | -            | ?            | ?            | 1        | 0      | ?           | ?          |
| C. Bonomi       | 19       | 3       | ?           | ?          | -            | -            | ?            | ?            | 19       | 3      | ?           | ?          |
| M. Cappellini   | 26       | 9       | ?           | ?          | 2            | 0            | ?            | ?            | 28       | 9      | ?           | ?          |
| E. Cribari      | 9        | 0       | ?           | ?          | -            | -            | ?            | ?            | 9        | 0      | ?           | ?          |
| F. D'Aniello    | 1        | 0       | ?           | ?          | -            | -            | ?            | ?            | 1        | 0      | ?           | ?          |
| C. Esposito     | 32       | 14      | ?           | ?          | 2            | 2            | ?            | ?            | 34       | 16     | ?           | ?          |
| F. Ficini       | 32       | 0       | ?           | ?          | 2            | 0            | ?            | ?            | 34       | 0      | ?           | ?          |
| M. Florijančič  | 28       | 6       | ?           | ?          | -            | -            | ?            | ?            | 28       | 6      | ?           | ?          |
| P. Fusco        | 31       | 0       | ?           | ?          | 2            | 0            | ?            | ?            | 33       | 0      | ?           | ?          |
| M. Gori         | 1        | 0       | ?           | ?          | -            | -            | ?            | ?            | 1        | 0      | ?           | ?          |
| A. Kocić        | 2        | -5      | ?           | ?          | -            | -            | ?            | ?            | 2        | -5     | ?           | ?          |
| V. Langone      | 2        | 0       | ?           | ?          | -            | -            | ?            | ?            | 2        | 0      | ?           | ?          |
| G. Lucenti      | 15       | 1       | ?           | ?          | -            | -            | ?            | ?            | 15       | 1      | ?           | ?          |
| T. Martino      | 10       | 0       | ?           | ?          | 2            | 0            | ?            | ?            | 12       | 0      | ?           | ?          |
| G. Martusciello | 23       | 6       | ?           | ?          | 2            | 0            | ?            | ?            | 25       | 6      | ?           | ?          |
| E. Masini       | -        | -       | ?           | ?          | 1            | 0            | ?            | ?            | 1        | 0      | ?           | ?          |
| S. Mastronunzio | 2        | 0       | ?           | ?          | -            | -            | ?            | ?            | 2        | 0      | ?           | ?          |
| G. Mazzi        | 1        | -4      | ?           | ?          | -            | -            | ?            | ?            | 1        | -4     | ?           | ?          |
| A. Mussi        | 2        | 0       | ?           | ?          | -            | -            | ?            | ?            | 2        | 0      | ?           | ?          |
| A. Pagotto      | 4        | -7      | ?           | ?          | 2            | -3           | ?            | ?            | 6        | -10    | ?           | ?          |
| A. Pane         | 33       | 2       | ?           | ?          | 2            | 0            | ?            | ?            | 35       | 2      | ?           | ?          |
| M. Pecorari     | 3        | 0       | ?           | ?          | -            | -            | ?            | ?            | 3        | 0      | ?           | ?          |
| V. Pusceddu     | 2        | 0       | ?           | ?          | 1            | 0            | ?            | ?            | 3        | 0      | ?           | ?          |
| M. Roccati      | 28       | -42     | ?           | ?          | -            | -            | ?            | ?            | 28       | -42    | ?           | ?          |
| M. Tonetto      | 30       | 3       | ?           | ?          | 2            | 0            | ?            | ?            | 32       | 3      | ?           | ?          |
| M. Vukotić      | 1        | 0       | ?           | ?          | -            | -            | ?            | ?            | 1        | 0      | ?           | ?          |